# Johannes Strolz
Johannes Strolz (født 12. september 1992 i Bludenz, Østrig) er en østrigsk alpin skiløber, som blev olympisk mester i superkombination ved Vinter-OL 2022 i Beijing.